# Malicos I

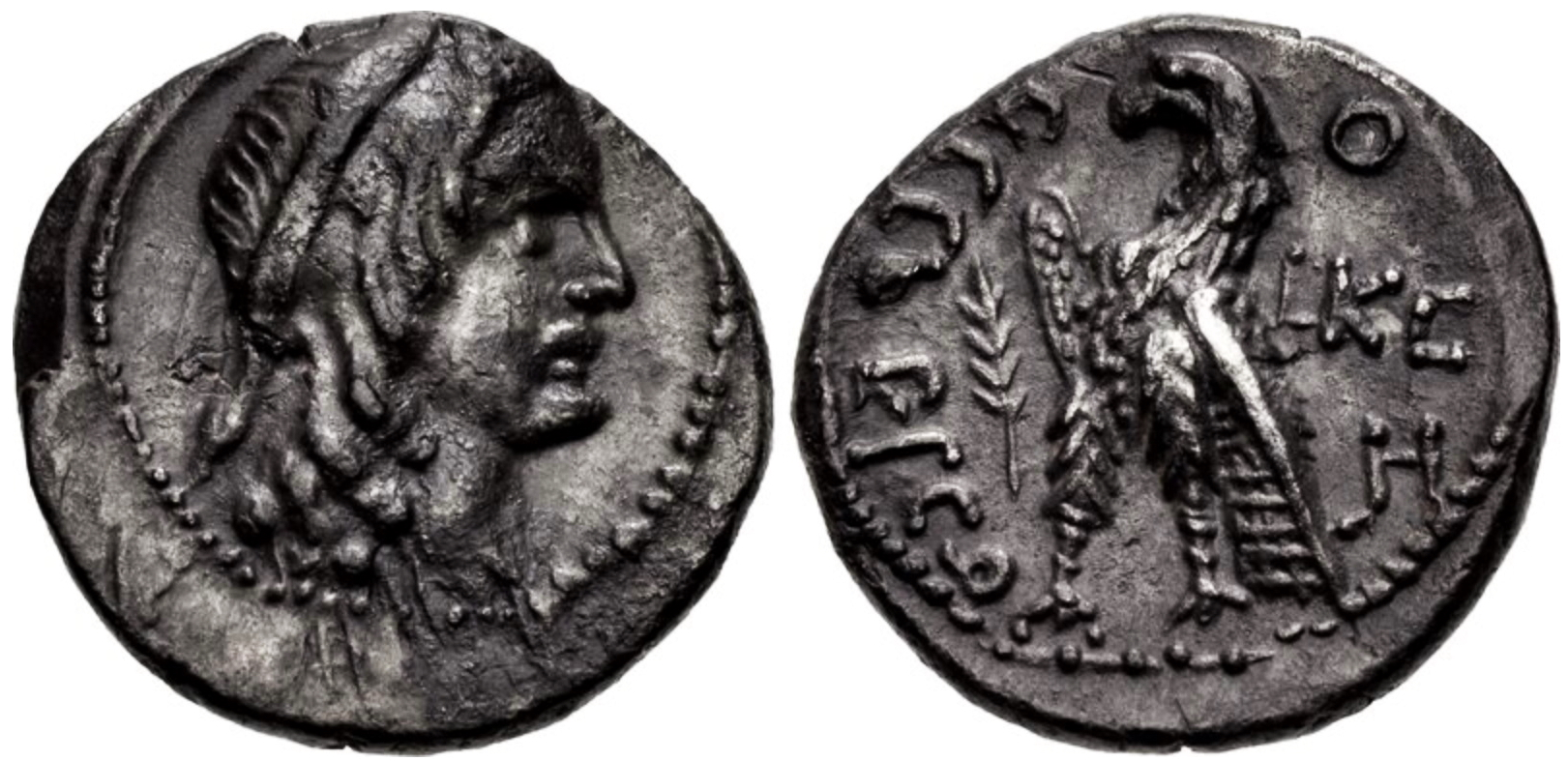
Dracma de plata con la efigie de Malicos I. Año 34 a.c.

Malicos I (o Malico I) (árabe: مالك, Malik) fue un rey de Nabataea que reinó entre los años 59 y 30 a. C. Posiblemente era primo de Herodes I el Grande.
Cuando Herodes huyó de Judea en el año 40 a. C. para evitar ser encarcelado por el gobernante asmoneo Antígono Matatías, que ya había encarcelado a su hermano Fasael, primero viajó a la corte de Malicos. Sin embargo, Malicos I le dio la espalda a Herodes, ya que el rey nabateo estaba políticamente aliado con el imperio de Partia, que veía a Herodes como un gobernante vasallo de la rival República romana. Entonces Herodes decidió refugiarse en Alejandría, en la corte de Cleopatra VII del Egipto ptolemaico.
Posteriormente Malicos entró en conflicto con Cleopatra después de que su amante y triunviro romano Marco Antonio le cediera sus territorios nabateos en el golfo de Áqaba a lo largo del mar Rojo, que durante mucho tiempo habían sido utilizados como base para las incursiones nabateas en tierras ptolemaicas. Después de un amargo conflicto abierto entre Malicos y Cleopatra, supuestamente impulsado por sus actos agresivos, Malicos, junto con Herodes, no se presentó y no apoyó a Antonio y Cleopatra durante la gran batalla de Accio en el 31 a. C., una victoria decisiva para su rival Octavio.